# Garmon

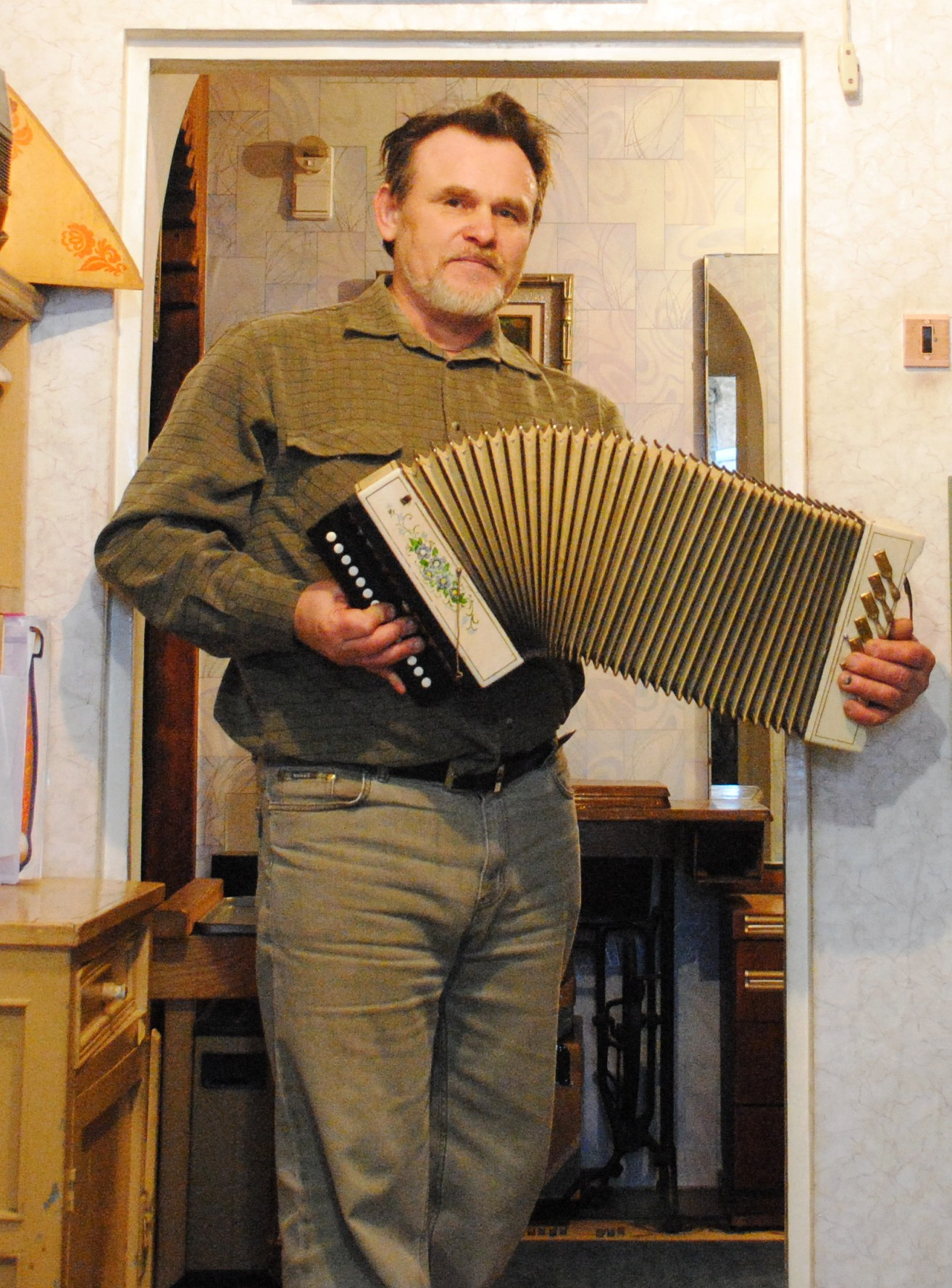
Un Livenka.

Le garmon (ou garmoshka, venant de garmonika) est un accordéon à anche libre présent en Russie et dans le Caucase, dont il existe plusieurs variantes en termes de conceptions de l'instrument.

## Les garmons russes

### Le Tula
Le Tula est un accordéon de la famille des Bayan.

### Le Khromka
Le Khromka est un accordéon de type Garmon, originaire de Russie et d'Ukraine. 
Khromka veut dire chromatique, c'est-à-dire que la note ne bouge pas selon le mouvement du soufflet contrairement aux accordéons diatoniques.

### Le Qarmon
Le Qarmon est de la même famille que les Garmon, il est à touches de piano serrées et courtes et ses boutons de basses sont disposés en ordre de touches de piano.
Ces accordéons sont visibles en Azerbaidjan, en Iran et également en Géorgie, où la culture de l'accordéon est assez forte.

### Le Pshina
Le Pshina (пшынэ) est un accordéon chromatique touches piano, originaire du Caucase, dans la culture Adyghe, Circassienne, Ossétie du Nord.
Les formes et compositions sont variables selon les régions et les époques, les anciens types sont souvent uniquement à touches blanches pour la mélodie et les basses sont des clés en laiton. 
On voit plus couramment une composition touches piano serrées et des boutons de basses en diagonale, avec les contres basses, les basses, les accords majeurs et mineurs et septièmes, commes les accordéons chromatiques classiques.

Bulat Gazdanov (Булат Газданов)
Cima Revazova (Сима Ревазова)

## Les garmons asiatiques et caucasiens

### Volga
- L'accordéon mari

### Nord-Caucase
- le Komuz
- Le Pshina

### Géorgie
- Le Garmoni
- le Buzika
- le Tsiko-tsiko

## Galerie

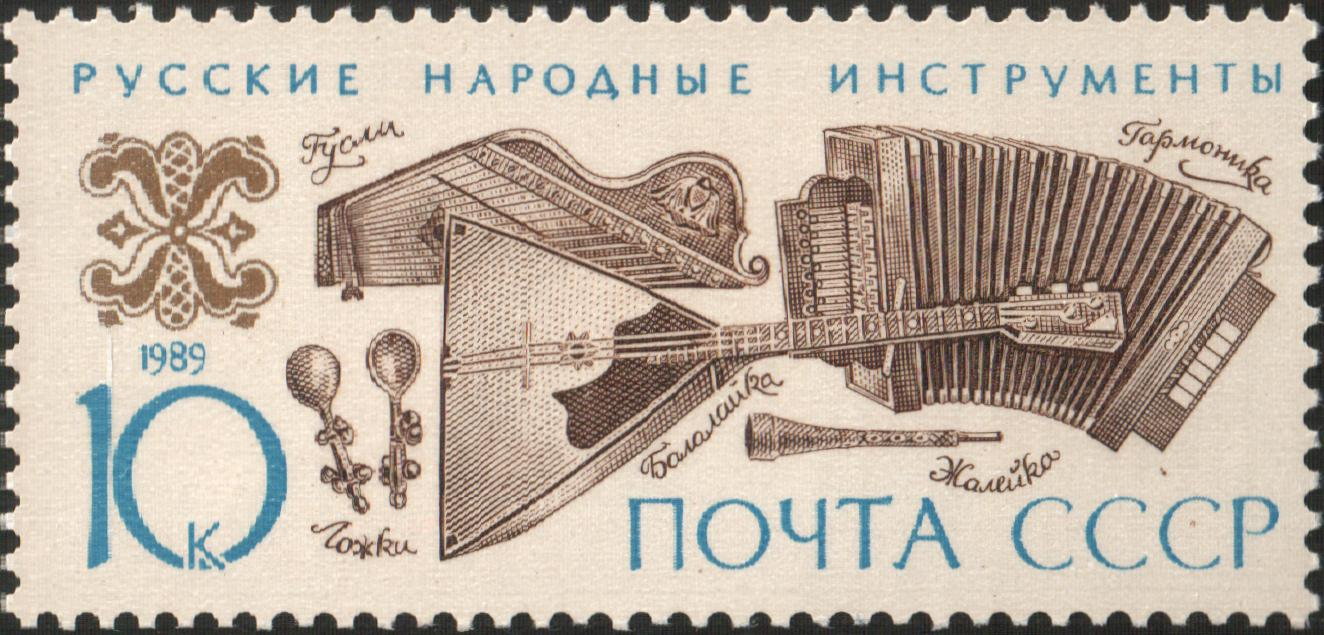
Un garmon sur un timbre soviétique
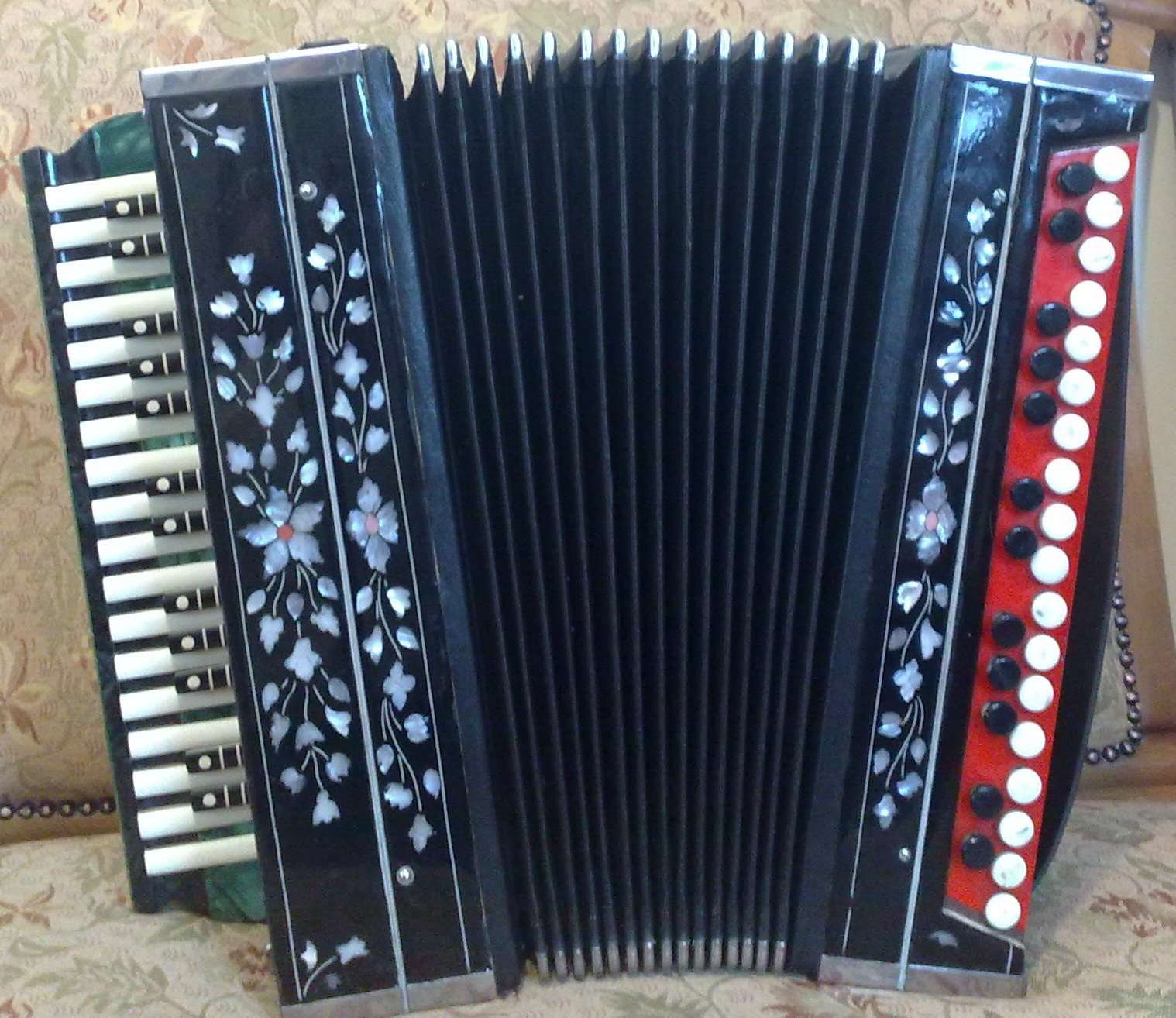
Qarmon
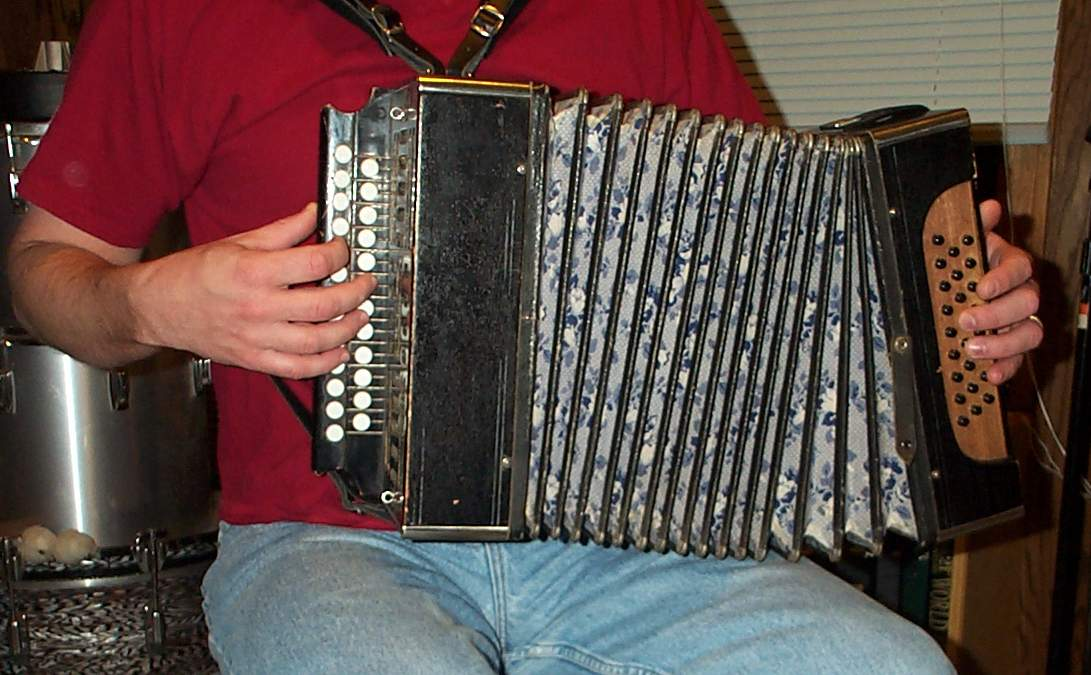
Un Khromka
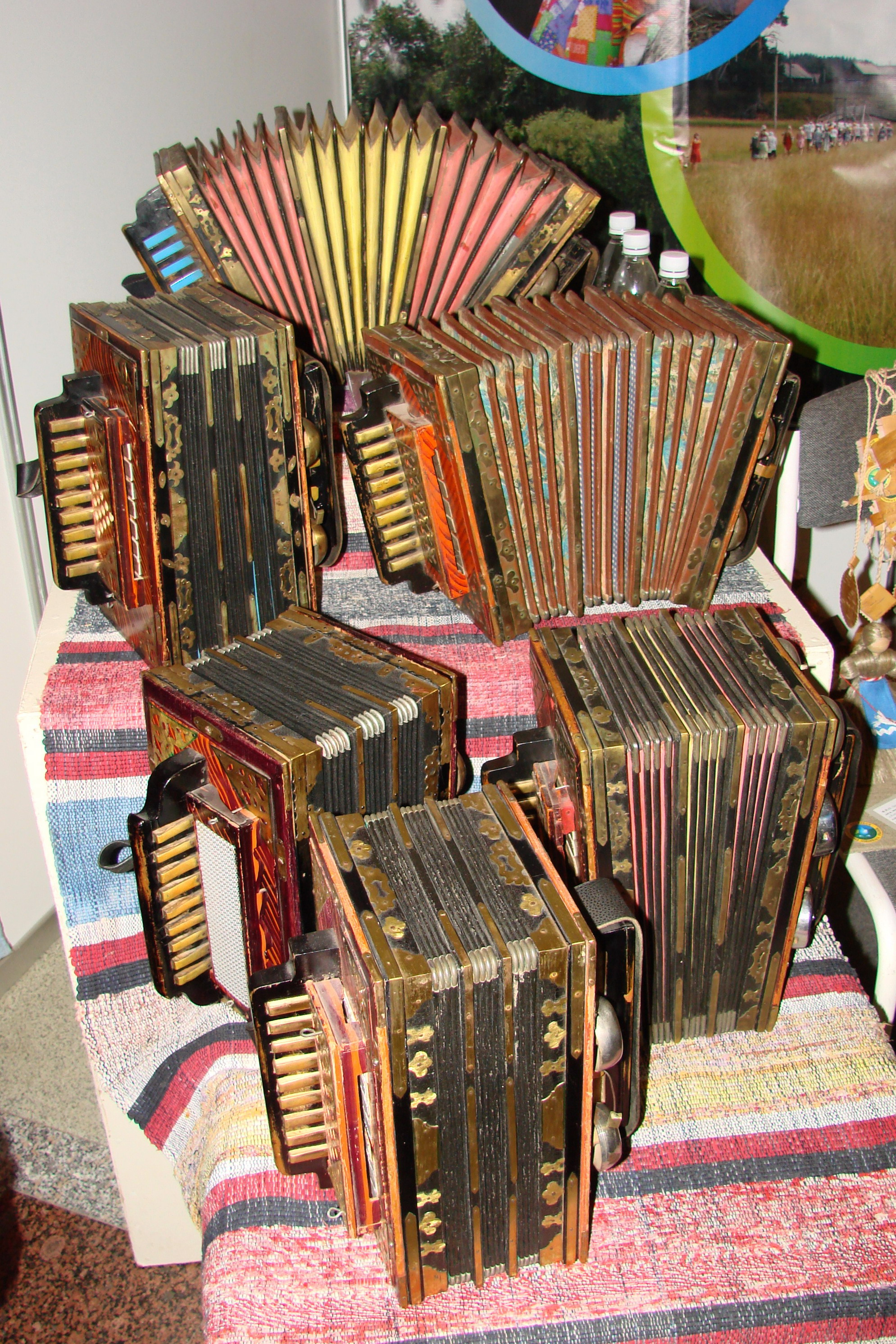
Un Talianka
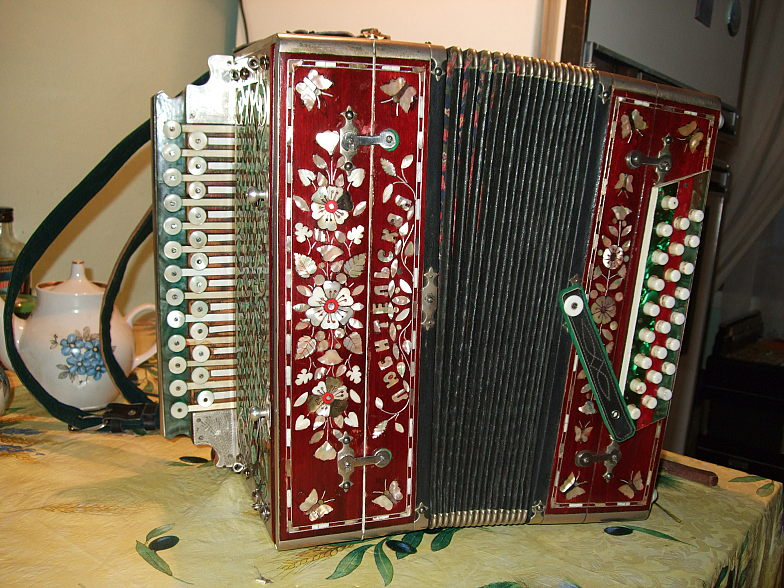
Un garmon russe
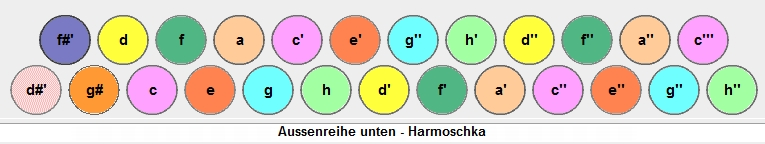
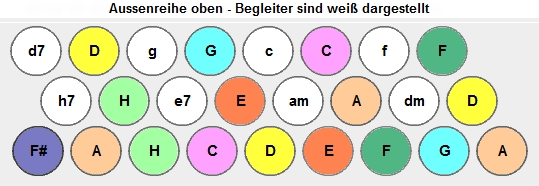
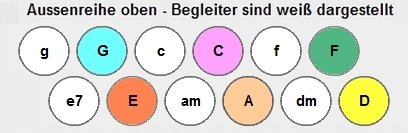